# NGC 1671
NGC 1671 је лентикуларна галаксија у сазвежђу Орион која се налази на NGC листи објеката дубоког неба.
Деклинација објекта је + 0° 15' 12" а ректасцензија 4h 49m 33,8s. Привидна величина (магнитуда) објекта NGC 1671 износи 12,9 а фотографска магнитуда 13,9. NGC 1671 је још познат и под ознакама IC 395, UGC 3178, MCG 0-13-15, CGCG 394-16, PGC 16095.